# Хрустовиці
Хрустовиці (пол. Chrustowice) — село в Польщі, у гміні Опатовець Казімерського повіту Свентокшиського воєводства.
Населення — 82 особи (2011).
У 1975-1998 роках село належало до Келецького воєводства.

## Демографія
Демографічна структура на день 31 березня 2011 року:
|          | Загалом | Допрацездатний вік | Працездатний вік | Постпрацездатний вік |
| -------- | ------- | ------------------ | ---------------- | -------------------- |
| Чоловіки | 44      | 7                  | 34               | 3                    |
| Жінки    | 38      | 5                  | 20               | 13                   |
| Разом    | 82      | 12                 | 54               | 16                   |